# Mapo doufu

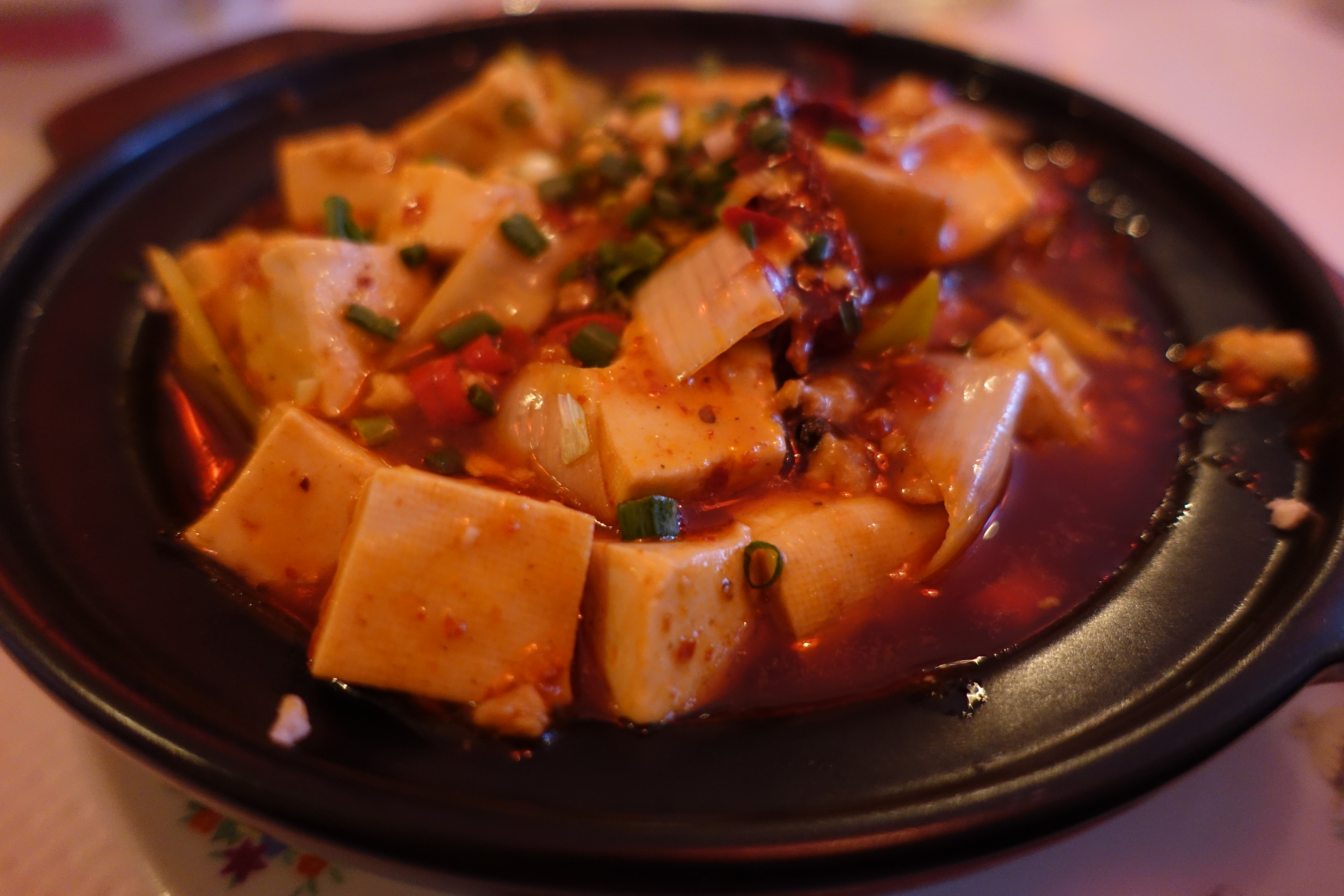
Mapo doufu em Montparnasse, Paris por Guilhem Vellut

Mapo doufu é um prato típico da capital da província de Sichuan, Chengdu (oeste da China). É um dos pratos no top 10 de melhores pratos chineses, não só apreciado na província chinesa, como também em todo o mundo. 
Consiste num tofu picante, com molho vermelho fino, oleoso e brilhante com base numa pasta de amêndoa fermentada com pimenta e feijão preto fermentado, juntamente com carne picada, geralmente carne de porco ou carne de bovino. Existem, também, outras variações com castanhas, cebolas e outros vegetais. Os ingredientes mais importantes (e que lhe atribuem mais valor) são grãos de pimenta Sichuan, alho, cebolas verdes e vinho de arroz.